# Арселор
Arcelor е вторият по големина производител на стомана в света до 2006 г. Образувана е през 2001 след сливането на Aceralia (Испания), Usinor (Франция) и Arbed (Люксембург). В компанията са заети 98 000 служители в повече от 60 страни по света. През 2004 Arcelor е произвела около 42 800 000 т стомана.
През 2006 година се образува АрселорМитал със сливането на Арселор и Митал Стийл.